# Гермей I
Гермей I Сотер (Рятівник) (*Ἑρμαῖος ὁ Σωτήρ, д/н —бл. 70 до н. е.) — останній індо-грецький цар у Паропамісадах у 90 до н. е.—70 до н. е. роках.

## Життєпис
Про його походження відсутні відомості, висловлюються думки щодо напівварварського роду Гермея (можливо, з парфян, саків або массагетів). Зумів посісти трон завдяки шлюбу на доньці царя Філоксена I. Стосовно часу існують розбіжності: більшість вчених схильні вважати період 90—70 роки до н. е. Втім, є версія, що володарювання приходяться на 95—80 роки до н. е. (тобто після смерті Філоксена I).
Тривалий час зумів зберігати мир в своєму царстві, ведуючи торгівлю з індо-грецькими царями в Гандхарі та вождями юечжі в Бактрії та Согдіані. Можливо вів війни з царями Амінтою I та Епандером. Є думка, що Гермея мав союзницькі стосунки з китайськими імператорами з династії Хань: за однією спирався на підтримку останніх для протистояння юечжі, за іншою юечжі як союзники (або васали) китайців повалили близько 70 року до н. е. Гермея I у відповідь на вбивство імператорських посланців. За ще однією версією Гермей уклав династичний союз з юечжі, помер своєю смертю, після чого який вождь юечжі як родич індо-грецького царя став володарем Паропамісадів.
Крім того, цей цар підтримував буддизм. Є повідомлення, що в цей час в столиці царства Олександрії Кавказькій були численні буддійські ченці, що розмовляли давньогрецькою мовою
Карбував срібні тетрадрахми 3 типів: зображення Гермея I у шоломі або діадемі, на зворотньому боці — Зевса (в аттичному стилі); спільне зображення з дружиною Калліопою, на зворотньому боці — вершника; напис Сотер з Зевсом або вершником. На бронзових монетах представлено бога Зевса-Мітри.